# Брянская улица (Москва)
Бря́нская у́лица (название с начала XX века) — улица в Западном административном округе города Москвы на территории района Дорогомилово.

## История
Улица получила своё название в начале XX века по близости к Киевскому вокзалу, который ранее назывался Брянским. В 1976 году из неё выделена Платовская улица.

## Расположение
Брянская улица проходит от 2-го Брянского переулка на запад до улицы Можайский Вал, за которой продолжается как Платовская улица. Нумерация домов начинается от 2-го Брянского переулка.

## Примечательные здания и сооружения
По нечётной стороне:
- д. 5 — бизнес-центр «Европа Билдинг»;
- д. 7 — агентство «Фото ИТАР-ТАСС»;
- д. 9 — Комитет государственного строительного надзора города Москвы (Мосгосстройнадзор);
- д. 11 — подстанция № 4 станции скорой и неотложной медицинской помощи имени А. С. Пучкова города Москвы.

По чётной стороне:
- д. 10 — школа № 1465 имени адмирала Н. Г. Кузнецова.

## Известные жители
д. 4 — скульптор Никита Лавинский

## Транспорт

### Наземный транспорт
По Брянской улице маршруты наземного общественного транспорта не проходят. У восточного конца улицы находятся Площадь Киевского Вокзала, станции метро «Киевская», до которой можно дойти пешком несколько десятков метров.

### Метро
- Станции метро «Киевская» Арбатско-Покровской линии, «Киевская» Филёвской линии, «Киевская» Кольцевой линии (соединены переходами) — юго-восточнее улицы, на площади Киевского Вокзала.

### Железнодорожный транспорт
- Киевский вокзал (пассажирский терминал станции Москва-Пассажирская-Киевская Киевского направления Московской железной дороги) — юго-восточнее улицы, на площади Киевского Вокзала.